# Введенский, Александр Петрович (митрополит)
Александр Петрович Введенский (23 ноября 1888, село Пача, Томский уезд, Томская губерния — 4 ноября 1937, Новосибирск) — обновленческий митрополит Западно-Сибирский. Один из основателей обновленческого движения в Сибири. Во избежание путаницы с более известным тёзкой, именуется Александр Введенский II.

## Биография
Родился 23 ноября 1888 года в селе Пача Томского уезда Томской губернии (ныне — Яшкинский район, Кемеровская область, Россия) в семье псаломщика.
В 1904 году окончил Томское духовное училище и поступил в Томскую духовную семинарию. В годы первой русской революции принимал участие в «освободительном движении», в связи с чем в 1907 году отчислен из семинарии и арестован. Восемь месяцев провел в одиночной камере Томской пересыльной тюрьмы. После освобождения был псаломщиком в разных епархиях. 17 августа 1910 года постановлением Томского губернского суда оправдан за недоказанностью обвинения.
С 30 октября 1910 года — псаломщик Николаевской церкви села Спиринского Барнаульского уезда Томской епархии.
В январе 1913 году рукоположен в сан диакона и назначен к Иннокентиевской церкви Томской духовной семинарии.
В 1914 году выдержал экзамены за полный курс Томской духовной семинарии.
30 апреля 1915 года рукоположен в сан священника и назначен настоятелем Крестовоздвиженского собора города Нарыма. Награждён бархатной фиолетовой скуфьёй.
Летом 1917 года избран членом Томской духовной консистории. Награждён камилавкой. 7 сентября 1917 года утверждён членом Томской духовной консистории.
В 1918 году освобожден от должности члена Томской Духовной Консистории и назначен священником Николаевской церкви села Борисово Кузнецкого уезда.
Одновременно в 1922 года секретарь по трудмобилизации при инструкторе Щегловского райисполкома.
В 1922 году присоединился к обновленчеству. Награждён наперсным крестом, от Священного Синода выдаваемым. Член сибирской группы «Живая церковь». С 1922 года — настоятель Александро-Невского кафедрального собора города Новониколаевска, с возведением в сан протоиерея.
15 апреля 1923 года, будучи в браке, хиротонисан в Новониколаевске во епископа Благовещенского и Амурского. Хиротонию возглавил митрополит Пётр Блинов.
В апреле — мае 1923 года был участником «Второго всероссийского поместного собора» (первого обновленческого).
С 10 июня 1923 года — епископ Новониколаевский, председатель Новониколаевского епархиального церковного совета и заместитель председателя Сибирского областного церковного совета. Кафедра располагалась в Александро-Невском соборе Новониколаевска.
С 1 сентября 1923 года — епископ Барнаульский и Алтайский, председатель Алтайского епархиального совета, с возведением в сан архиепископа. Кафедра располагалась в Знаменской церкви Барнаула, а с октября 1923 года в Петропавловском соборе Барнаула.
В мае 1924 года был участником второго обновленческого Сибирского областного церковного съезда.
В октябре 1925 года участник «третьего всероссийского поместного собора» (второго обновленческого).
В октябре 1926 года был участником третьего Сибирского областного церковного съезда, на котором избран членом Сибирского областного митрополитанского церковного управления.
С 8 августа 1928 года — архиепископ Клинский, викарий Московской обновленческой епархии и епархиальный «благовестник».
28 сентября 1928 года избран членом обновленческого Московского епархиального управления. 11 октября 1928 года утвержден членом в этой должности.
Одновременно 12 октября 1928 года назначен настоятелем Троицкого собора города Клина.
В 1929 году окончил обновленческую Московскую богословскую академию со степенью кандидата богословия.
В октябре 1929 года назначен архиепископом Александровским и Юрьевским, председатель обновленческого Александровского епархиального управления. Кафедра располагалась в Боголюбской кладбищенской церкви города Александрова. 2 июля 1930 года награждён правом ношения креста на клобуке.
В марте 1935 года назначен митрополитом Новосибирским, управляющим Западно-Сибирской обновленческой митрополией. Кафедральным собором избрал Александро-Невский собор города.
30 сентября 1937 года был арестован. 4 ноября 1937 года постановлением Тройки УНКВД СССР по Новосибирской области приговорён к высшей мере наказания по обвинению в «участии в церковно-монархической организации» (ст. 58-2-11 УК РСФСР). Расстрелян 5 ноября 1937 года. Похоронен в Новосибирске. Жена Введенская Надежда Николаевна, 29 ноября 1937 года приговорена к 10 годам исправительно-трудовых лагерей.
Реабилитирован 7 февраля 1958 года.